# Lijn C (metro van Rotterdam)
Metrolijn C is een metrolijn van de Rotterdamse metro. De lijn loopt van metrostation De Terp in Capelle aan den IJssel naar metrostation De Akkers in Spijkenisse. De lijn was, tot elke metrolijn op 13 december 2009 een eigen letter kreeg, een onderdeel van de Calandlijn. De lijn rijdt in het centrum van Rotterdam (tussen Capelsebrug en Schiedam Centrum) samen met de lijnen A en B, terwijl de lijn in Hoogvliet en Spijkenisse samen rijdt met lijn D.

## Geschiedenis
Op 29 mei 1994 werd de toen nog Oost-Westlijn genoemde lijn uitgebreid met een aftakking naar Capelle aan den IJssel. Deze aftakking liep van station Capelsebrug naar station De Terp. De aftakking voegde drie stations toe. De aftakking is volledig gebouwd op een viaduct. Er werd gereden tussen station De Terp en station Marconiplein, deze verbinding werd aangeduid met de lijnkleur paars. De korttrajectdienst Capelsebrug - Marconiplein, die op bepaalde tijden reed, werd in de dienst opgenomen.   Ook voerden de metro's richting De Terp tot 2009 de plaatsnaam Capelle a/d IJssel als eindbestemming voor op het rijtuig, in plaats van de naam van het eindstation De Terp.  Op de lijnenkaart verviel deze kleur in 1997 toen de Oost-Westlijn werd omgedoopt tot de Calandlijn en alle drie de takken de kleur rood kregen, op de bestemmingsborden bleef de kleur nog wel tot 2002 aanwezig.

### Beneluxlijn
Op 4 november 2002 werd de lijn na het gereedkomen van de tweede Beneluxtunnel uitgebreid van Marconiplein tot station Tussenwater, waar de lijn aangesloten werd op de Erasmuslijn en doorliep naar station De Akkers in Spijkenisse. Deze uitbreiding werd tijdens de bouw de Beneluxlijn genoemd, na de opening verviel de naam en werd de lijn onderdeel van de Calandlijn. Voornamelijk de metro's vanuit Capelle aan den IJssel zouden gebruik gaan maken van deze nieuwe lijn, op bepaalde tijden zouden echter ook de andere lijnen hier gaan rijden en reden de metro's vanuit Capelle aan den IJssel om en om naar Schiedam Centrum en De Akkers.
Vanaf juli 2005 werd er, op enkele ritten na, nog uitsluitend gereden tussen de stations De Terp en De Akkers. Vanaf de andere lijnen van de Calandlijn reden de metro's voortaan op alle tijden tot Schiedam Centrum (sinds 30 september 2019 verder naar de Hoekse Lijn). Vanaf 13 december 2009 werd dit ook in de nieuwe lijnenkaart aangeduid door te lijn te hernoemen naar metrolijn C. De lijn behield de rode kleur van de Calandlijn op de lijnenkaart.

## Exploitatie
De metro's op lijn C rijden de gehele dag tussen de stations De Terp en De Akkers. De lijn rijdt met de frequenties als in onderstaande tabel.
| Tijdstip      | Weekfrequenties       | Weekfrequenties | Weekfrequenties | Weekfrequenties | Vakantiefrequenties   | Vakantiefrequenties | Vakantiefrequenties | Vakantiefrequenties |
| Tijdstip      | Maandag t/m donderdag | Vrijdag         | Zaterdag        | Zondag          | Maandag t/m donderdag | Vrijdag             | Zaterdag            | Zondag              |
| ------------- | --------------------- | --------------- | --------------- | --------------- | --------------------- | ------------------- | ------------------- | ------------------- |
| 05.30 - 07.00 | 4x/uur                | 4x/uur          | -               | -               | 4x/uur                | 4x/uur              | -                   | -                   |
| 07.00 - 08.00 | 6x/uur                | 6x/uur          | 4x/uur          | 2x/uur          | 4x/uur                | 4x/uur              | 4x/uur              | -                   |
| 08.00 - 11.00 | 6x/uur                | 6x/uur          | 4x/uur          | 4x/uur          | 4x/uur                | 4x/uur              | 4x/uur              | 4x/uur              |
| 11.00 - 18.00 | 6x/uur                | 6x/uur          | 6x/uur          | 4x/uur          | 4x/uur                | 4x/uur              | 4x/uur              | 4x/uur              |
| 18.00 - 19.00 | 6x/uur                | 6x/uur          | 4x/uur          | 4x/uur          | 4x/uur                | 4x/uur              | 4x/uur              | 4x/uur              |
| 19.00 - 00.30 | 4x/uur                | 4x/uur          | 4x/uur          | 4x/uur          | 4x/uur                | 4x/uur              | 4x/uur              | 4x/uur              |
| 00.30 - 01.30 | -                     | 2x/uur*         | 2x/uur*         | -               | -                     | 2x/uur*             | 2x/uur*             | -                   |

De nachtmetro (*) rijdt alleen tussen Hoogvliet en De Terp.
De lijn wordt geëxploiteerd vanuit de remise 's-Gravenweg en van een opstelterrein achter het eindpunt De Akkers. Vier van de 10 treinen staat vanwege de grote afstand van dit eindpunt tot de remise hier opgesteld, terwijl de overige rijtuigen op de remise 's-Gravenweg worden opgesteld.

## Materieel
Op metrolijn C worden rijtuigen uit de 5300 en 5400 ingezet. Er wordt gereden met treinen van drie gekoppelde rijtuigen uit de 5300- en 5400-serie of er wordt incidenteel met twee gekoppelde rijtuigen uit de 5600- en 5700-serie ingezet. Op deze metrolijn wordt niet ontkoppeld.